# Ганновер 96
«Ганно́вер 96» (нем. Hannover 96) — немецкий футбольный клуб из Ганновера, столицы Нижней Саксонии.

## История

### Ранняя история
Футбольный клуб «Ганновер 96» был основан 12 апреля 1896 года. Поначалу это был спортивный клуб, в котором занимались учащиеся школ, а первыми спортивными секциями были регби и атлетика. Футбольная секция появилась позже — 25 июня 1899 года. В 1913 году путём слияния с «BV Hannovera 1898» был образован «Ганноверский Спортивный Клуб 1896» (нем. Hannoverscher Sportverein von 1896 e.V., современное официальное название), объединивший несколько видов спорта, в том числе и футбол. В 1914 году «Ганновер 96» совершил первое зарубежное турне по Швеции. В 1919 году почётным председателем клуба стал Пауль фон Гинденбург, гражданин Ганновера, будущий президент Германии.
Одним из самых обсуждаемых и всё же невыясненных вопросов в ранней истории клуба является традиционный красный цвет формы, в которой играет команда, и соответствующее прозвище «Красные» — при том, что герб и флаг «Ганновера 96» с самого начала чёрно-бело-зелёных цветов. По меньшей мере в одной из сохранившихся газет 1930 года (а архивы сильно пострадали во время Второй мировой войны) команда уже привычно обозначена как «Красные». Согласно господствующей версии, в начале XX века городские власти в порядке помощи раздавали (или, возможно, разыгрывали) бесплатные комплекты форм среди разных ганноверских спортивных объединений, и «Ганноверу 96» достались красные футболки. Так зародилась традиция.

### 1935—1963
В этот период «Ганновер 96» дважды завоевал титул чемпиона страны. Успехи клуба во второй половине 1930-х годов связаны с именами тренера Роберта Фукса (Robert Fuchs) и игроками национальной сборной Германии Фрицем Дайке (Fritz Deike), Людвигом Пёлером (Ludwig Pöhler), Эдмундом Малецки (Edmund Malecki) и Йоханесом Якобсом (Johannes Jakobs). Первого серьёзного результата «Ганновер» добился в 1936 году, дойдя до финала чемпионата Германии, в это же время игроки клуба были привлечены в сборную страны. Двумя годами позже, в 1938 году, клуб оформил первое чемпионство. В финале «Ганноверу» противостоял мощный в то время «Шальке 04». Первая финальная игра закончилась вничью в дополнительное время (3:3), поэтому была назначена переигровка. Во второй игре, проходившей в присутствии 95000 зрителей, «Ганновер» сумел победить со счётом 4:3. гельзенкирхенцы смогли взять реванш в 1946 году в матче, посвящённом 50-летию «Ганновера», разгромив его со счётом 6:1.
В 1954 году клуб, не обладая известными игроками, выиграл второй чемпионский титул, сенсационно со счётом 5:1 победив в финале грозный «Кайзерслаутерн», в составе которого выступало пять футболистов национальной сборной — будущих чемпионов мира. Ко второй победе в первенстве «Ганновер» привёл тренер Хельмут Кронсбайн, вместе с любовью болельщиков заслуживший прозвище «Fiffi» (Хитрец).

### 1963—1990
Решением германских футбольных чиновников, «Ганновер» не попал в созданную в 1963 году Бундеслигу, оказавшись рангом ниже и уступив единственное место от Нижней Саксонии клубу «Айнтрахт» из Брауншвейга, привлёкшему «административный ресурс». Эпизод окончательно закрепил старинную вражду между болельщиками двух соседних городов, а сейчас это одно из самых ожесточённых и известных фанатских противостояний из всех дерби Германии (из ныне существующих это второе по времени возникновения дерби страны после франконского, Нюрнберг против Фюрта)..На следующий год «Ганновер» всё же вышел в Бундеслигу и сходу занял пятое место, попутно установив рекорд посещаемости чемпионата: матчи клуба посещали в среднем 46000 зрителей, а всего за первый сезон в Бундеслиге — 650 тыс. против 100 тыс. у второго по этому показателю «Гамбурга». В последующее десятилетие клуб пользовался репутацией середняка, постепенно занимая всё более низкие места, что в итоге привело к вылету «Ганновера» из Бундеслиги в сезоне 1973/1974. Однако именно в эти годы — с 1965 по 1974 — за «Ганновер» играл Ханс Сименсмайер, которого считают лучшим нападающим «Ганновера» всех времён. Ему принадлежит клубный рекорд результативности в Бундеслиге, 72 гола.
С развязкой чемпионата 1972/73 связано такое памятное для болельщиков событие в истории клуба, как «Вуппертальское чудо» (нем. das Wunder von Wuppertal). В заключительном туре 9 июня 1973 года ожидавший своего вылета из Лиги «Ганновер» неожиданно обыграл крепкую команду хозяев «Вупперталер» со счётом 4:0 и тем самым в последний момент обошёл своих проигравших в параллельном матче принципиальных противников из Брауншвейга, отправив соперника по главному нижнесаксонскому дерби во вторую лигу.
Упомянув врагов, нельзя не упомянуть и друзей клуба. Взаимная симпатия издавна связывает болельщиков «Ганновера» и «Гамбурга», по крайней мере значительную их часть. Трудно назвать непосредственное событие, с которого это началось (может быть, с победного финального матча чемпионата 1954 г., который игрался в Гамбурге), но 3 февраля 1965 года стало знаковым для тех из болельщиков обоих лагерей, кто эту дружбу поддерживает. В этот день состоялся товарищеский матч между сборной Польши и командой, составленной из футболистов двух клубов. Играли они в форме «Гамбурга», хотя матч проходил на стадионе Ганновера. Атмосфера на трибунах была эмоциональной и объединяющей, немецкая команда свела матч к ничьей 2:2, уступая по ходу матча со счётом 0:2. Отдельные флаги и баннеры, посвящённые дружбе с «Гамбургом», постоянно присутствуют на ганноверских трибунах по сей день, то же самое относится к трибунам в Гамбурге. На обоих стадионах перед началом очной встречи исполняется гимн не только хозяев, но и гостей.
На следующий год после вылета, в сезоне 1974/1975, «Ганновер» под руководством вернувшегося в клуб тренера-чемпиона Кронсбайна занял первое место во втором дивизионе и вернулся в высший свет. Правда, вскоре после возвращения клуб вновь вылетел, попутно погрязнув в финансовых проблемах. На протяжении следующих сезонов клуб в основном боролся с финансовыми трудностями, из-за которых он периодически находился под угрозой лишения профессионального статуса. Ганноверский форвард Дитер Шатцшнайдер (Dieter Schatzschneider) установил в эти годы рекорд результативности второй лиги, который уже вряд ли может быть превзойдён — 153 гола. Возвращение в Бундеслигу состоялось в 1985 году под руководством тренера Вернера Бискупа (Werner Biskup) и продлилось всего один сезон. В последующем клуб болтался между первой и второй лигами, при этом продолжая испытывать финансовые проблемы.
22 марта 1988 года ещё один культовый ганноверский нападающий Зигфрид («Siggi») Райх забил уникальный для Бундеслиги гол: на 76 минуте матча со «Штутгартом», после пропущенного ганноверцами гола, мяч был установлен на точку в центральном круге, с которой прямым ударом и был отправлен за спину вратаря в сетку.

### 1990—2005
В 1992 году «Ганновер 96» выиграл Кубок Германии, став первым (и до сих пор единственным) в истории клубом второго дивизиона, взявшим трофей. Героем финала, выигранного в серии пенальти у «Боруссии» Мёнхенгладбах, стал любимец ганноверской публики, вратарь Йорг Сиверс. Однако, в чемпионате дела клуба шли по-прежнему неважно, и в 1996 году «Ганновер» вылетел в Региональную лигу, таким образом бесславно отметив свой 100-летний юбилей.
Затем в клубе сменилось руководство, на пост президента пришёл бизнесмен Мартин Кинд, и в 1998 году «Ганновер» смог подняться рангом выше. Причём, судьба выхода в стыковые игры решалась в очном выездном поединке с другим претендентом, которым оказался именно брауншвейгский «Айнтрахт», побеждённый благодаря голу Асамоа 1:0. А в самих переходных матчах с клубом «Теннис-Боруссия» (Берлин) после поражения в гостях и победы дома повторился сюжет финала Кубка 1992: серия пенальти и великолепная игра вратаря Йорга Сиверса, ставшего к тому времени настоящим символом клуба. В том составе играли будущие игроки сборной Германии, Джеральд Асамоа, Фабиан Эрнст, Себастьян Кель, будущий игрок сборной Ганы Отто Аддо. Вскоре они разъехались по более богатым клубам. В сезоне 1998—1999 команда едва не вышла сразу в Бундеслигу, заняв четвёртое место. Не хватило всего одного очка. Вторая попытка оказалась удачной, и в сезоне 2001—2002, спустя 13 лет, «Красные» под руководством тренера Ральфа Рангника триумфально вернулись в высший дивизион. Забитые в том сезоне 93 гола говорят сами за себя, а поставленный тогда новый рекорд второй лиги по набранным очкам продержался затем 11 сезонов. «Ганновер» демонстрировал яркий, захватывающий атакующий футбол, в котором блистали молодой чех Ян Шимак, серб Небойша Крупникович и другие. С тех пор началась новая эпоха выступления в Бундеслиге, продолжающаяся для «Ганновера 96» рекордные 14 сезонов подряд.
В 1998 году был написан гимн клуба — песня «96 — Alte Liebe» (в пер. с нем. «96 — старая любовь») на музыку Мартина Хюллы (Martin Hylla) и слова Кая Гофмана (Kai Hoffmann). В рабочем варианте авторы назвали песню «Старая дама», но затем изменили название, приняв во внимание наличие других футбольных «дам» (туринский «Ювентус», берлинская «Герта»). Статус гимна песня приобрела в 2002 году, когда выиграла голосование болельщиков, организованное их объединением «Фанпроект» в связи с возвращением «Ганновера» в Бундеслигу. В гимне футбольного клуба отражена вражда с принципиальным соперником: припев содержит слова: «Красный цвет идёт тебе намного больше, чем жёлто-синий».
В 2005 году «Ганновер» кардинально отреставрировал свой стадион (построенный в 1954 году как крупнейший в Европе на то время и переделанный под чисто футбольную арену в 2002—2004 гг.) специально для проведения матчей чемпионата мира 2006 года.

### 2005—2010
С сезона 2002/2003 по сезон 2015/2016 продолжалось беспрерывное пребывание «Ганновера 96» в Бундеслиге. Новые реалии оказались жёсткими: в первый же год об атакующем стиле игры пришлось забыть, главной проблемой команды надолго стала оборона. Триумфальное возвращение в первую Бундеслигу обернулось упорной борьбой за выживание в ней. Приход тренера Эвальда Линена в 2003 году ознаменовал переход к прагматичной и скучноватой манере игры от обороны. Героями борьбы за выживание в разные годы становились форварды Фреди Бобич и Томас Брдарич, оба приходили в клуб в критический момент, помогали команде и именно из «Ганновера» попадали (или возвращались) затем в сборную Германии. Но вырастали и собственные кадры — например, защитник сборной Германии Пер Мертезакер, перешедший затем в «Вердер».

#### Уход из жизни Роберта Энке

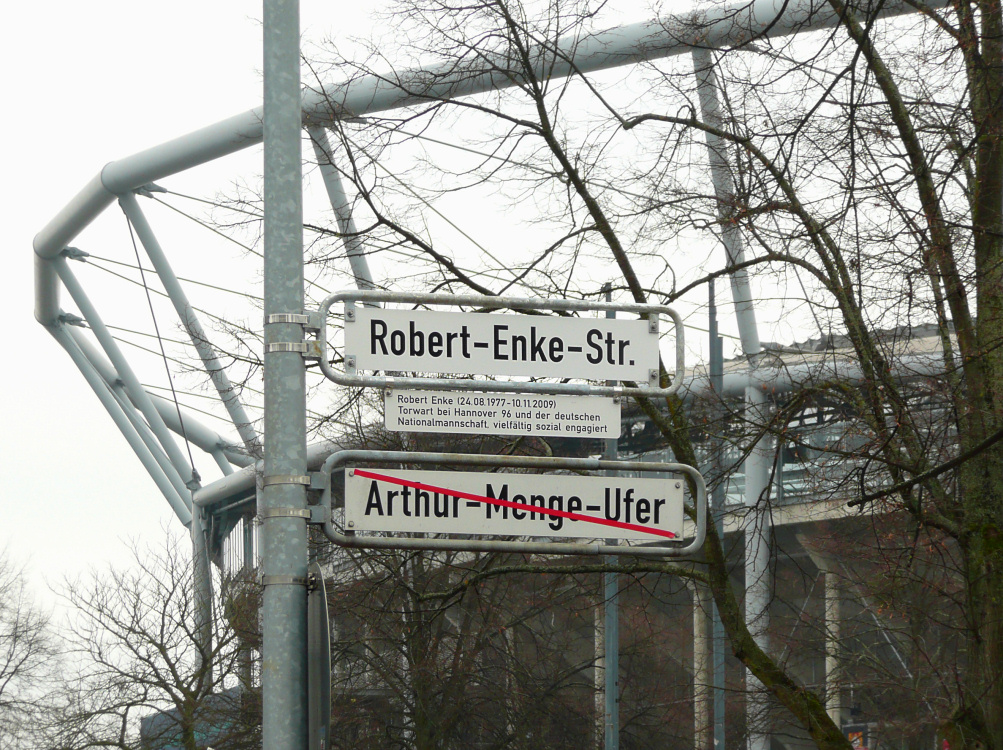
Переименованная в Роберт-Энке-штрассе, бывшая Артур-Менге-уфер.

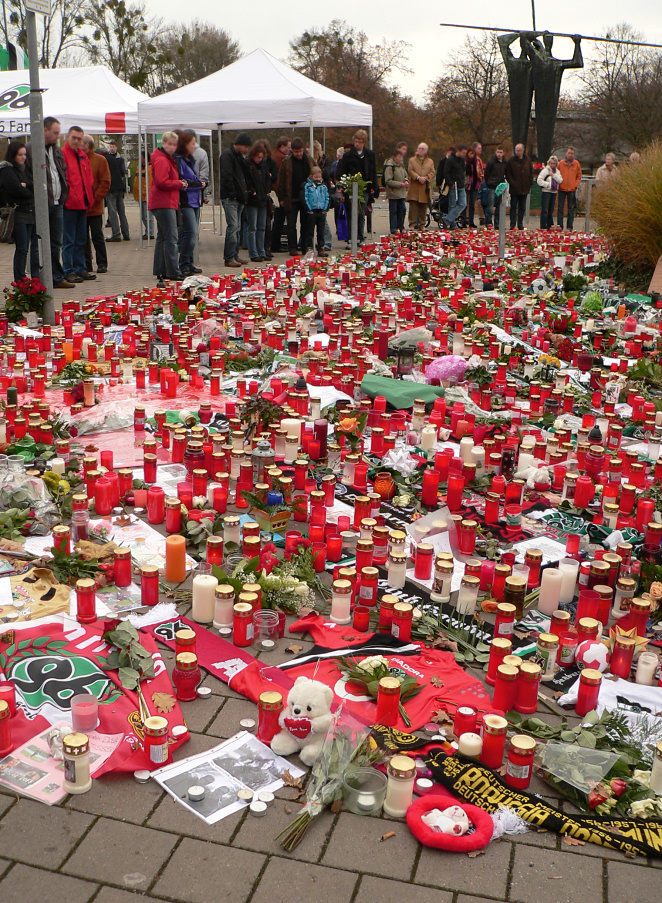
Футбольные болельщики скорбят об утрате Роберта Энке. 15 ноября 2009 года, Ганновер.

Места, которые «Ганновер 96» занимал при разных тренерах в Бундеслиге до сезона 2009/10: 11, 14, 10, 12, 11, 8, 11, 15. Последний из названных сезонов отмечен траурной датой в истории клуба. 10 ноября 2009 года покончил жизнь самоубийством, не справившись с личными трагедиями и вызванной ими депрессией, вратарь и лидер команды Роберт Энке. Карьера основного голкипера сборной Германии достигла в тот момент, как казалось, своего пика. Около 40000 людей приняло участие в спонтанном похоронном марше через центр города, соболезнования приходили со всех концов страны и из других стран. За глубоким шоком, вызванным смертью Энке, последовал провал в чемпионате, напоминающий скорее свободное падение: 12-матчевая безвыигрышная серия, прерванная пришедшим в этот момент тренером Мирко Сломкой за несколько туров до окончания чемпионата. В итоге всё решилось в последнем туре, когда примерно 12 тысяч болельщиков «96», одетых в, специально к этому дню, приготовленные красные майки, превратили выездной матч в Бохуме в домашний. Одержав убедительную победу над прямым конкурентом за место в лиге со счётом 3:0, команда завершила драматичный сезон импровизированной встречей на родном стадионе, на котором фанаты до позднего вечера дожидались прибытия автобуса с футболистами из Бохума. Примыкающая к стадиону улица, на которой располагается офис клуба, была переименована городом в улицу Роберта Энке.

### 2010 — настоящее время
Чудом сохранив прописку в высшем классе и радикально обновив состав (клуб расстался с 8 футболистами, определявшими игру команды), «Ганновер 96» выдал свой лучший сезон в новой Бундеслиге. Несмотря на дружные прогнозы специалистов, предсказывавших клубу трудную борьбу за выживание, «Красные» завершили сезон 2010/2011 на 4 месте, в последних турах уступив третью строчку мюнхенской «Баварии». Тренер Мирко Сломка и спортивный директор Йорг Шмадтке собрали интересный ансамбль из собственной молодёжи и приобретённых в разных уголках Европы никому неизвестных прежде футболистов. У команды практически не было полноценной скамейки запасных, и Сломка выстроил тактику игры, исходя из имеющегося потенциала: острый «вертикальный» контрфутбол, базирующийся на перехвате мяча и очень быстром переходе от обороны к атаке. Для успеха этой модели требовался исполнитель, способный результативно завершать стремительные атакующие выпады. И им стал нападающий из Кот-д’Ивуара, Дидье Я Конан. Поймавшего кураж «Диди» не могли остановить защитники соперника, атака «Ганновера» стала самой эффективной в лиге, создавая максимум голов из минимума моментов. Завоёванное 4-е место обеспечило «Ганноверу» участие в квалификационном раунде Лиги Европы. После 19-летней паузы клуб вернулся на международную арену, за год до этого никто не мог бы себе такого представить. Но жребий свёл «96» с самым сильным из возможных соперников — «Севильей».
Домашний матч с испанским клубом открывал сезон 2011/2012, который ожидался болельщиками с радостью, но и с тревогой. В Лиге Европы «Ганновер 96» достиг группового этапа, успешно провёл его и затем сенсационно дошёл до четвертьфинала, в котором в достойной борьбе уступил будущему обладателю Кубка мадридскому «Атлетико». Поставив задачу разнообразить тактическую схему, Сломка уходит от чистого контратакующего футбола и пытается выстроить комбинационное нападение. В полной мере раскрывается талант уже опытного плеймейкера, Яна Шлаудраффа, чуть было не списанного из состава в начале работы нового тренера. В чемпионате очки даются с трудом, атака «Ганновера» становится более планомерной, но теряет в эффективности. Преодолевшие спад записные фавориты лиги оттесняют «Ганновер» в итоге на 7 место, но в этом сезоне оно тоже даёт право на участие в Лиге Европы. Второй раз подряд, впервые в истории «Ганновера 96».
Вторая европейская попытка в сезоне 2012/2013 была в целом тоже удачной, «Ганновер 96» вышел досрочным победителем из группового этапа, а в 1/16 финала жребий свёл его с махачкалинским «Анжи». Коммерческий проект Сулеймана Керимова, дагестанский супер-клуб во главе с Гусом Хиддинком на тренерской скамейке и Самюэлем Это’о на поле, получил от УЕФА запрет на домашние матчи в Махачкале. Первая игра состоялась на февральском московском морозе в «Лужниках» и была проиграна «Ганновером» со счётом 1:3. Ответный матч в Ганновере стал одной из лучших по самоотдаче игр под руководством Сломки. Поведя в счёте и бросившись в конце матча забивать второй гол, который выводил бы команду в следующий круг, «96» пропустил контратаку на добавленных минутах и довольствовались ничьей 1:1.
В бундеслиге «96» выдали рекордную серию длиной ровно в полтора года — 22 домашних матча без поражений. Но по результатам выездных игр команда была одной из последних в чемпионате, в итоге 9 место. Открытием стал перешедший из «Манчестер Юнайтед» молодой амбициозный сенегалец Маме Бирам Диуф, однако игра команды всё более замыкалась на него и сводилась к повторяющимся навесам вперёд в расчёте на действия Диуфа в штрафной противников.
Сезон 2013/2014 стал последним в блестящей эпохе тренера Сломки, в декабре он был уволен. Новый спортдиректор Дирк Дуфнер принял неожиданное решение, пригласив на пост главного тренера 39-летнего немецко-турецкого специалиста с опытом испанской премьер-лиги Тайфуна Коркута. Сезон был завершён на 10 месте благодаря преодолению «выездного проклятия» и рывку вверх по таблице в конце чемпионата. Отмечен он был возвращением главного для «96» исторического дерби — принципиальные матчи сложились удачно для клуба из Брауншвайга, но по итогам первенства он вновь выбыл из бундеслиги.
В сезон 2014/2015 «96» вступили с кардинальной сменой кадров. Почти весь основной состав команды покинул её, во главе с лидерами Шаболчем Хусти и Маме Бирамом Диуфом, в тренерский штаб перешёл капитан Стивен Черандоло, который установил новый клубный рекорд с 302 матчами за «Ганновер» в Бундеслиге. Коркут поставил цель привить новой команде комбинационный стиль в духе близкого ему испанского чемпионата. С ограниченными, по сравнению с грандами, финансовыми возможностями такая задача представляется руководству клуба достойной, хотя и заведомо проблематичной. Впрочем, руководство в лице президента Мартина Кинда вписало в этом сезоне грустную строчку в историю «96», доведя традиционно непростые отношения с ультрас-сценой до открытого конфликта и, наконец, бойкота со стороны организованной части фанатов, протестующих против коммерциализации и выхолащивания традиционной болельщицкой культуры и против приобретения Киндом контрольного пакета акций клуба. Практически весь сезон команда играла на домашней арене без привычной шумовой и визуальной поддержки находящейся за воротами Северной трибуны, вместо этого ультрас поддерживали молодёжную команду, выступающую в региональной лиге. Бойкот был прерван лишь когда начались решающие матчи концовки первенства, вопрос стоял уже о вылете из первой лиги. Эксперименты молодого тренера не привели к успеху, и после рекордной для «Ганновера» отрицательной серии в 16 матчей без побед на роль спасителя был приглашён более опытный Михаэль Фронцек. Два завершающих матча чемпионата были выиграны, команда заняла 13 итоговое место, но перед новым сезоном вновь лишилась лидеров — второй год подряд клуб покинули основные действующие лица, на этот раз во главе с перешедшим в Мёнхенгладбах Ларсом Штиндлем.
Сезон 2015/2016 начался крайне неудачно, после ничьей в первой игре Бундеслиги с дебютантом высшего дивизиона «Дармштадтом» у «Ганновера» последовала серия поражений, которая длилась 5 матчей и закончилась ещё одной ничьей в матче с «Вольфсбургом», к тому времени «Ганновер» стал занимать последнее место в чемпионате. Лишь в 8 туре команда одержала свою первую победу в новом сезоне, это случилось в матче с «Вердером» дальше у «Ганновера» пошла неплохая игра и клуб одержал 3 победы в следующих 6 матчах. Затем снова началась серия из поражений, в итоге, к зимнему перерыву «Ганновер» занимал предпоследнее 17 место в таблице. Зимний перерыв обещал многое, вследствие прихода на тренерский пост Томаса Шаафа, но только усугубил плачевную ситуацию. Знаменитый бывший тренер бременского «Вердера», с которым у «96» исторически очень непростые отношения, не смог вписаться в структуру клуба. «Ганновер» продолжил тонуть в турнирной таблице и, набрав лишь 3 очка в 11 матчах после перерыва, закрепился на последнем месте, отставая от спасительного 16 места на 11 очков. В конце сезона команду тренировал уже бывший игрок клуба и тренер молодёжной команды Даниэль Штендель, при котором команда снова начала набирать очки — но слишком поздно. В итоге после последнего тура сезона 2015/16, набрав всего 25 очков, «Ганновер» занял последнее место в чемпионате и вылетел во вторую Бундеслигу.
Через год, по итогам сезона 2016/17, «Ганновер» вернулся со второго места в высший немецкий дивизион. Тренер Штендель ввёл в состав несколько юных воспитанников клуба и ставил на открытый атакующий футбол без оглядки на оборону, чем заслужил симпатии массы болельщиков, но в какой-то момент команда перестала выигрывать. На этот раз смена тренера произошла без опоздания, и уроженец Ганновера Андре Брайтенрайтер провёл «свой» отрезок из 9 заключительных матчей во второй лиге без поражений, в том числе были одержаны победы над прямыми конкурентами в турнирной борьбе: Штутгартом и в дерби с Брауншвайгом.
Сезон 2017/2018 начался с рекордной для клуба серии, и в целом остаться в первой лиге команде позволили скорее результаты первого круга, чем второго. Итоговое место в таблице — 13-е. Завершился год традиционно, уходом лучших игроков в более богатые немецкие клубы.

## Еврокубки
| Сезон   | Турнир                   | Раунд           | Соперник             | Дома | Гост | Общ  |
| ------- | ------------------------ | --------------- | -------------------- | ---- | ---- | ---- |
| 1992/93 | Кубок обладателей кубков | Первый раунд    | Вердер               | 2-1  | 1-3  | 3-4  |
| 2011/12 | Лига Европы              | Раунд плей-офф  | Севилья              | 2-1  | 1-1  | 3-2  |
| 2011/12 | Лига Европы              | Групповой этап  | Стандард             | 0-0  | 0-2  | 0-2  |
| 2011/12 | Лига Европы              | Групповой этап  | Копенгаген           | 2-2  | 2-1  | 4-3  |
| 2011/12 | Лига Европы              | Групповой этап  | Ворскла              | 3-1  | 2-1  | 5-2  |
| 2011/12 | Лига Европы              | 1/16 финала     | Брюгге               | 2-1  | 1-0  | 3-1  |
| 2011/12 | Лига Европы              | 1/8 финала      | Стандард (Льеж)      | 4-0  | 2-2  | 6-2  |
| 2011/12 | Лига Европы              | 1/4 финала      | Атлетико Мадрид      | 1-2  | 1-2  | 2-4  |
| 2012/13 | Лига Европы              | 3-й квал. раунд | Сент-Патрикс Атлетик | 2-0  | 3-0  | 5-0  |
| 2012/13 | Лига Европы              | Раунд плей-офф  | Шлёнск               | 5-1  | 5-3  | 10-4 |
| 2012/13 | Лига Европы              | Групповой этап  | Твенте               | 0-0  | 2-2  | 2-2  |
| 2012/13 | Лига Европы              | Групповой этап  | Леванте              | 2-1  | 2-2  | 4-3  |
| 2012/13 | Лига Европы              | Групповой этап  | Хельсингборг         | 3-2  | 2-1  | 5-3  |
| 2012/13 | Лига Европы              | 1/16 финала     | Анжи                 | 1-1  | 1-3  | 2-4  |

## Текущий состав
| 1  | Флаг Германии | Вр  | Науэль Нолль (в аренде из «Хоффенхайма») | 1989 |  |  |  |  |  |
| 30 | Флаг Германии | Вр  | Лео Вайнкауф                             | 1996 |  |  |  |  |  |
| 40 | Флаг Германии | Вр  | Йонас Шванке                             | 2006 |  |  |  |  |  |
|    |               |     |                                          |      |  |  |  |  |  |
| 2  | Флаг Англии   | Защ | Джош Найт                                | 1997 |  |  |  |  |  |
| 3  | Флаг Германии | Защ | Борис Томиак                             | 1998 |  |  |  |  |  |
| 4  | Флаг Германии | Защ | Хендри Бланк (в аренде из «Ред Булла»)   | 2004 |  |  |  |  |  |
| 5  | Флаг Румынии  | Защ | Вирджил Гицэ                             | 1998 |  |  |  |  |  |
| 6  | Флаг Польши   | Защ | Майк Навроцкий (в аренде из «Селтика»)   | 2001 |  |  |  |  |  |
| 17 | Флаг Германии | Защ | Бастиан Алльгайер                        | 2002 |  |  |  |  |  |
| 20 | Флаг ЮАР      | Защ | Име Окон                                 | 2004 |  |  |  |  |  |
| 27 | Флаг Японии   | Защ | Хаяте Мацуда                             | 2003 |  |  |  |  |  |
| 32 | Флаг Германии | Защ | Йонас Штернер                            | 2002 |  |  |  |  |  |
| 33 | Флаг Германии | Защ | Морис Нойбауэр                           | 1996 |  |  |  |  |  |
| 37 | Флаг Германии | Защ | Бруклин Эзе                              | 2001 |  |  |  |  |  |
|    |               |     |                                          |      |  |  |  |  |  |
| 8  | Флаг Германии | ПЗ  | Энцо Леопольд (капитан)                  | 2000 |  |  |  |  |  |
| 10 | Флаг Германии | ПЗ  | Янник Рохельт                            | 1998 |  |  |  |  |  |

| 13 | Флаг Германии     | ПЗ  | Франц Роггов                                 | 2002 |  |  |  |  |  |
| 14 | Флаг Ливана       | ПЗ  | Хуссейн Шакрун                               | 2004 |  |  |  |  |  |
| 15 | Флаг Германии     | ПЗ  | Ноэль Асеко Нкили (в аренде из «Баварии II») | 2005 |  |  |  |  |  |
| 21 | Флаг Германии     | ПЗ  | Мариус Вёрль                                 | 2004 |  |  |  |  |  |
| 25 | Флаг Германии     | ПЗ  | Ларс Гиндорф                                 | 2001 |  |  |  |  |  |
| 26 | Флаг Франции      | ПЗ  | Ванисс Таиби                                 | 2002 |  |  |  |  |  |
| 29 | Флаг Швеции       | ПЗ  | Коля Уденн                                   | 1998 |  |  |  |  |  |
|    |                   |     |                                              |      |  |  |  |  |  |
| 7  | Флаг Сьерра-Леоне | Нап | Мустафа Бунду                                | 1997 |  |  |  |  |  |
| 9  | Флаг Финляндии    | Нап | Беньямин Келльман                            | 1998 |  |  |  |  |  |
| 11 | Флаг Австрии      | Нап | Бенедикт Пихлер                              | 1997 |  |  |  |  |  |
| 16 | Флаг Норвегии     | Нап | Ховард Нильсен                               | 1993 |  |  |  |  |  |
| 18 | Флаг Японии       | Нап | Даисукэ Ёкота (в аренде из «Гента»)          | 2000 |  |  |  |  |  |
| 34 | Флаг Германии     | Нап | Деннис Хуссер                                | 2007 |  |  |  |  |  |
| 38 | Флаг Германии     | Нап | Монью Момулух                                | 2002 |  |  |  |  |  |
| 39 | Флаг Турции       | Нап | Тайджан Курт                                 | 2002 |  |  |  |  |  |

### Игроки в аренде
| \| № \| \| Поз. \| Имя \| Год рождения \| \| -- \| \| ---- \| -------------------------------------------- \| ------------ \| \| 35 \| \| Вр \| Леон-Умар Вексель (в «Тыхы» до 30 июня 2026) \| 2005 \| |               |      |                                              |              |
| № |               | Поз. | Имя                                          | Год рождения |
| 35 | Флаг Германии | Вр   | Леон-Умар Вексель (в «Тыхы» до 30 июня 2026) | 2005         |

## Клубные цвета
| Чёрный | Белый | Зелёный |

## История выступлений
| Сезон   | Дивизион                | Место | Кубок |
| ------- | ----------------------- | ----- | ----- |
| 1963/64 | Региональная лига Север | 2     |       |
| 1964/65 | Бундеслига              | 5     |       |
| 1965/66 | Бундеслига              | 12    |       |
| 1966/67 | Бундеслига              | 9     |       |
| 1967/68 | Бундеслига              | 10    |       |
| 1968/69 | Бундеслига              | 11    |       |
| 1969/70 | Бундеслига              | 13    |       |
| 1970/71 | Бундеслига              | 9     |       |
| 1971/72 | Бундеслига              | 16    |       |
| 1972/73 | Бундеслига              | 16    |       |
| 1973/74 | Бундеслига              | 18    |       |
| 1974/75 | Вторая Бундеслига       | 1     |       |
| 1975/76 | Бундеслига              | 16    |       |

| Сезон   | Дивизион          | Место | Кубок |
| ------- | ----------------- | ----- | ----- |
| 1976/77 | Вторая Бундеслига | 5     |       |
| 1977/78 | Вторая Бундеслига | 5     |       |
| 1978/79 | Вторая Бундеслига | 15    |       |
| 1979/80 | Вторая Бундеслига | 3     |       |
| 1980/81 | Вторая Бундеслига | 4     |       |
| 1981/82 | Вторая Бундеслига | 12    |       |
| 1982/83 | Вторая Бундеслига | 14    |       |
| 1983/84 | Вторая Бундеслига | 13    |       |
| 1984/85 | Вторая Бундеслига | 2     |       |
| 1985/86 | Бундеслига        | 18    |       |
| 1986/87 | Вторая Бундеслига | 1     |       |
| 1987/88 | Бундеслига        | 10    |       |
| 1988/89 | Бундеслига        | 18    |       |

| Сезон    | Дивизион                   | Место | Кубок |
| -------- | -------------------------- | ----- | ----- |
| 1989/199 | Вторая Бундеслига          | 8     |       |
| 1990/91  | Вторая Бундеслига          | 10    |       |
| 1991/92  | Вторая Бундеслига Северная | 5     |       |
| 1992/93  | Вторая Бундеслига          | 9     |       |
| 1993/94  | Вторая Бундеслига          | 12    |       |
| 1994/95  | Вторая Бундеслига          | 12    |       |
| 1995/96  | Вторая Бундеслига          | 16    |       |
| 1996/97  | Региональная лига Север    | 1     |       |
| 1997/98  | Региональная лига Север    | 1     |       |
| 1998/99  | Вторая Бундеслига          | 4     |       |
| 1999/00  | Вторая Бундеслига          | 10    |       |
| 2000/01  | Вторая Бундеслига          | 9     |       |
| 2001/02  | Вторая Бундеслига          | 1     |       |

| Сезон   | Дивизион   | Место | Кубок |
| ------- | ---------- | ----- | ----- |
| 2002/03 | Бундеслига | 11    |       |
| 2003/04 | Бундеслига | 14    |       |
| 2004/05 | Бундеслига | 10    |       |
| 2005/06 | Бундеслига | 12    |       |
| 2006/07 | Бундеслига | 11    |       |
| 2007/08 | Бундеслига | 8     |       |
| 2008/09 | Бундеслига | 11    |       |
| 2009/10 | Бундеслига | 15    |       |
| 2010/11 | Бундеслига | 4     |       |
| 2011/12 | Бундеслига | 7     |       |
| 2012/13 | Бундеслига | 9     |       |
| 2013/14 | Бундеслига | 10    |       |
| 2014/15 | Бундеслига | 13    |       |
| 2015/16 | Бундеслига | 18    |       |

## Достижения

### Национальные
- Чемпионат Германии
  - Чемпион (2): 1937/38, 1953/54
- Кубок Германии
  - Обладатель: 1991/92
- Суперкубок Германии
  - Финалист: 1992
- Вторая Бундеслига
  - Чемпион (2): 1986/87, 2001/02
  - Вице-чемпион (2): 1984/85, 2016/17
- Региональная лига «Север»
  - Чемпион (2): 1996/97, 1997/98
  - Вице-чемпион: 1963/64

### Международные
- Кубок Интертото
  - Победитель (3): 1967, 1972, 1973

## Молодёжные команды
Вторая команда «Ганновера 96» выступает на начало сезона 2014/15 в северной Регионаллиге, в прошедшем сезоне 2013/14 она заняла в ней одиннадцатое место.